# The Ego Has Landed
The Ego Has Landed è un album compilation del cantautore britannico Robbie Williams, pubblicato il 30 luglio 1999 inizialmente esclusivamente negli Stati Uniti e successivamente nel resto del mondo, che raccoglie una selezione di brani tratti da Life thru a Lens e I've Been Expecting You.
L'album debuttò al numero 63 della classifica U.S.A., vendendo quasi 600 000 copie. Grazie a ciò, Williams ricevette la sua prima ed unica certificazione dalla RIAA, il disco d'oro.
La compilation è stata realizzata con l'intento di lanciare la carriera solista di Williams negli Stati Uniti.

## Tracce
Testi e musiche di Robbie Williams e Guy Chambers, eccetto dove indicato.
1. Lazy Days – 3:53
2. Millennium – 4:04 (Robbie Williams, Guy Chambers, Leslie Bricusse, John Barry)
3. No Regrets – 5:09
4. Strong – 4:37
5. Angels – 4:24
6. Win Some Lose Some – 4:19
7. Let Me Entertain You – 4:21
8. Jesus in a Camper Van – 3:38 (Robbie Williams, Guy Chambers, Loudon Wainwright III)
9. Old Before I Die – 3:54 (Robbie Williams, Guy Chambers, Ray Heffernan)
10. Killing Me – 3:56
11. Man Machine – 3:35
12. She's the One – 4:18 (Karl Wallinger)
13. Karma Killer – 4:28
14. One of God's Better People – 3:33

- Nell'edizione Latino-americana è inclusa anche la versione spagnola di Angels.

## Classifiche

### Classifiche settimanali
| Classifica (1999) | Posizione massima |
| ----------------- | ----------------- |
| Australia         | 20                |
| Canada            | 17                |
| Nuova Zelanda     | 1                 |
| Stati Uniti       | 63                |

### Classifiche di fine anno
| Classifica (1999) | Posizione |
| ----------------- | --------- |
| Nuova Zelanda     | 5         |
| Classifica (2000) | Posizione |
| Nuova Zelanda     | 2         |